# Abbazia di Lerino
L'abbazia di Lerino (in francese Abbaye de Lérins) è un'abbazia cistercense medievale situata in Provenza, nel sud della Francia.
Il monastero e l'abbazia di Lerino sono situati sull'isola di Sant'Onorato nell'arcipelago di Lerino, di fronte a Cannes. Il primo monastero fu fondato da sant'Onorato di Arles, verso il 400-410.
Il monaco più celebre di questa abbazia è san Vincenzo di Lerino. All'epoca i monaci del monastero furono accusati di semipelagianesimo da sant'Agostino d'Ippona.
I monumenti attuali sono stati costruiti tra l'XI e il XIV secolo. Il monastero di tipo cluniacense ospita attualmente una comunità di monaci cistercensi.
In questa Abbazia trovavano sovente rifugio esponenti dell'aristocrazia della Gallia che talora decidevano di intraprendere la carriera ecclesiastica, venendo a rappresentare i primi esempi di monaci Vescovi in Occidente. Erano letterati colti che fuggivano dal mondo delle invasioni barbariche.

## Storia

### Prima fondazione

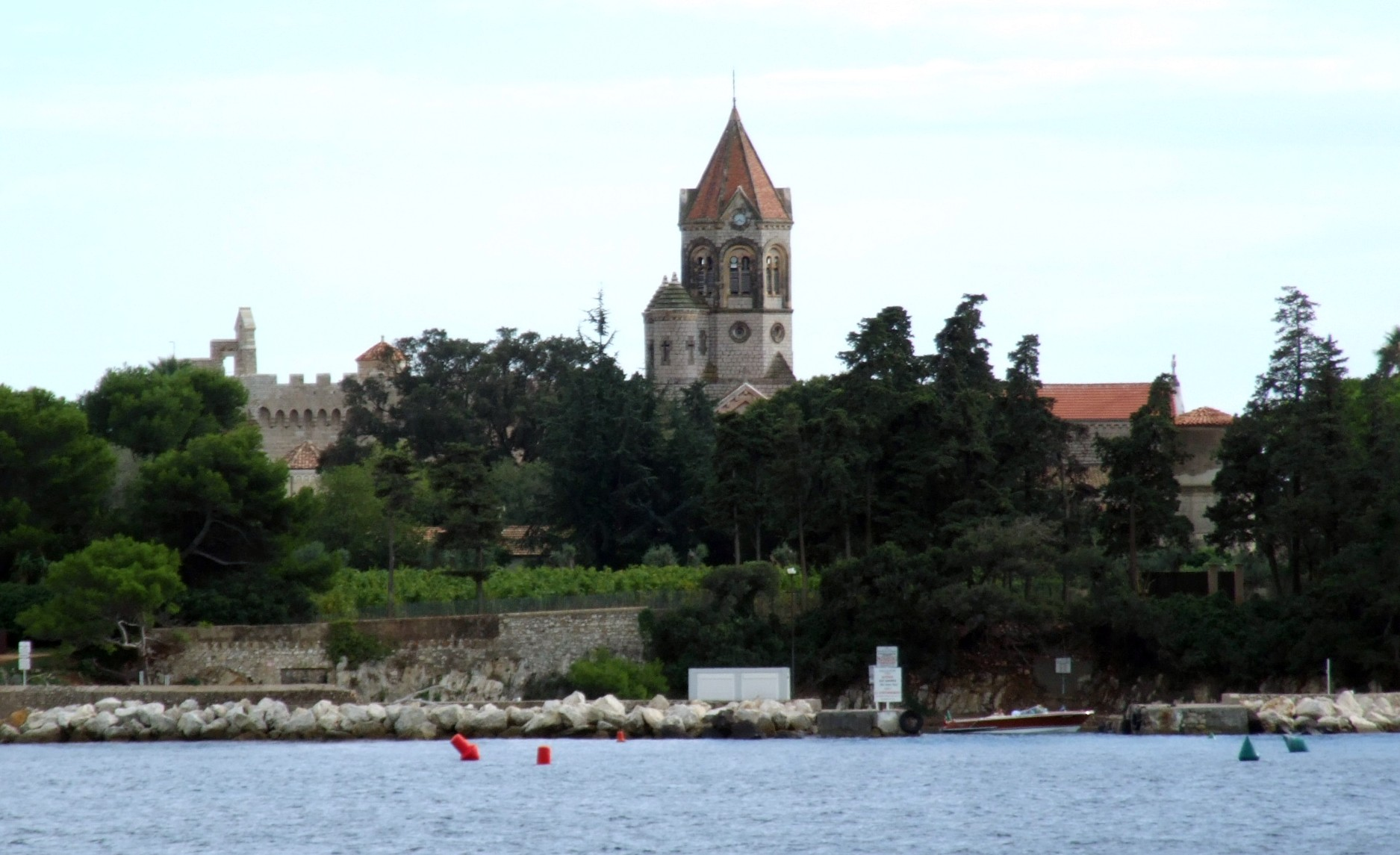
Monastero dell'isola di Sant'Onorato visto dall'isola di Santa Margherita.

L'isola, già nota dai Romani sotto il nome di Lerina, era disabitata e infestata da serpenti. Sant'Onorato d'Arles accompagnato dall'eremita san Caprasio di Lerino, vi fondò un monastero tra la fine del IV e gli inizi del V secolo.
Così l'isola di Lerino divenne un "immenso convento", come riportato da Giovanni Cassiano.
Onorato codificò la vita della comunità, con una regola la cui prima redazione, la «Règle des Quatre Pères», è la prima del genere in Francia.
Nel V e nel VI secolo, il monastero attirò monaci che ne assicurarono la fama. La biblioteca era considerata una delle più interessanti del mondo cristiano.
Così san Patrizio studiò qui prima di intraprendere l'evangelizzazione dell'Irlanda. Massimo di Riez e Fausto di Riez furono abati di Lerino prima di diventare vescovi di Riez.
Eucherio di Lione vi mandò i propri figli prima di raggiungere lui stesso il monastero. San Quinidio, vescovo di Vaison, fu ugualmente monaco a Lerino nel corso del VI secolo.
San Lupo di Troyes, san Giacomo di Tarantasia e sant'Apollinare di Valenza provengono anche loro da questa abbazia. L'abbazia ha fornito tre vescovi alla diocesi di Arles nel corso del V e del VI secolo: Onorato stesso, Ilario e Cesario.
Il monaco più celebre di questa abbazia forse è Vincenzo di Lérins, fratello di Lupo di Troyes, che redasse a Lerino il Commonitorium. Prendendo posizione contro le posizioni di Agostino d'Ippona circa la grazia, egli dice che la grazia di Dio coopera con l'uomo. Questa posizione fu condannata sotto il nome di semipelagianesimo, al Concilio di Orange del 529.
San Nazario, quattordicesimo abate di Lerino probabilmente durante il regno di Clotario II (584-629), affrontò con successo i resti del paganesimo, sulla costa sud della Francia. Distrusse un santuario di Venere vicino a Cannes e fondò sul suo sito un convento per donne, che venne distrutto dai Saraceni nell'VIII secolo.
Negli anni 630 Agricola d'Avignone fu monaco a Lerino dall'età di 16 anni prima di diventare vescovo di Avignone.
Nel 661 sant'Aigulfo tentò di introdurre la regola di san Benedetto nella forma di regola mista dell'abbazia di Fleury, prima di essere assassinato.
Nel corso dei secoli successivi la vita  monastica sull'isola fu interrotta a più riprese da incursioni, principalmente attribuibili ai Saraceni. In effetti dopo la sconfitta a Poitiers del 732 i Saraceni ripiegarono sulla Provenza e presero d'assalto l'abbazia che era una preda ricca e facile. Verso quella data cinquecento membri della comunità, compreso l'abate, san Porcario, furono massacrati sull'isola dagli invasori.
Uno dei pochi sopravvissuti, sant'Eleuterio, ricostruì un nuovo monastero sulle rovine del vecchio.

### Seconda fondazione

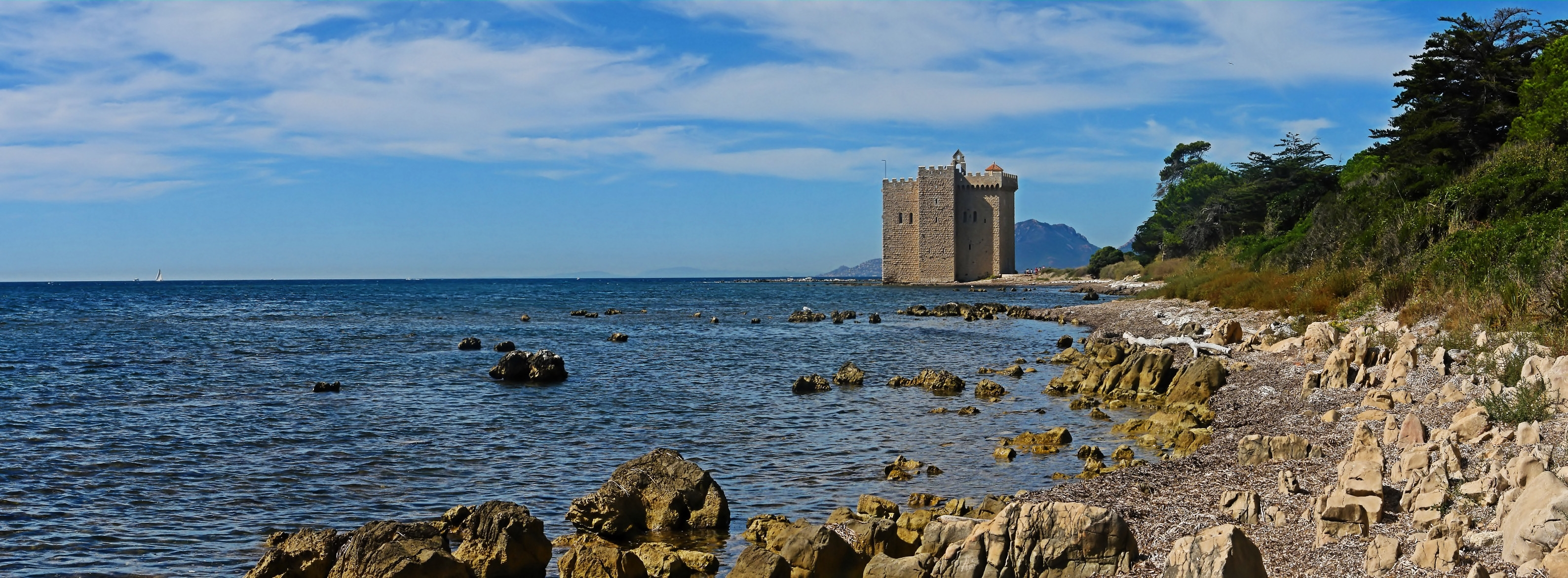
Vista panoramica della fortezza dell'isola Sant'Onorato.

Negli anni 978-1020, Lerino aderì alla riforma cluniacense. Il monastero beneficiò di numerose donazioni e disseminazioni in Provenza dove furono fondati un centinaio di priorati. Nel 1041 i conti di Ventimiglia, Ottone e Corrado, e altri nobili della zona, fecero delle notevoli donazioni all'abbazia.
Nel 1047, l'isola fu invasa e alcuni monaci furono condotti in cattività in Spagna. Furono riscattati dall'abate dell'Abbazia di San Vittore di Marsiglia, sant'Isarn.
Sull'isola furono costruiti edifici fortificati tra l'XI e il XIV secolo. Un sistema di segnalazione con dei fuochi tra la torre fortificata del monastero e quella di Suquet, a Cannes, fu installato nel 1327.
Le reliquie di Onorato furono ricondotte a Lerino da Arles, nel 1391. L'isola divenne un luogo di pellegrinaggi molto popolare. Gli scritti di Raymond Féraud, monaco che redasse una vita leggendaria di Onorato, li incoraggiarono.
Nel 1400, l’isola fu saccheggiata dai pirati genovesi. Il monastero fortificato era difeso soprattutto dai servi. Dei soldati provenzali (1437) poi francesi (1481) occuparono i piani superiori degli edifici per assicurare la protezione dei monaci.
Nel 1464, il monastero fu sottoposto a un regime di commenda, fino al 1510, quando Agostino Grimaldi, terzo abate commendatario, rinunciò alla commenda e riformò il monastero e lo aggregò alla congregazione cassinese.
Nel 1635, durante la guerra dei trent'anni, l'isola fu invasa dagli Spagnoli e i monaci furono espulsi. Durante l'occupazione gli Spagnoli fortificarono l'isola installando delle batterie di cannoni sulle cappelle.
Due anni dopo l'isola fu ripresa dai Francesi che vi lasciarono permanentemente un'importante guarnigione. Dopo un esilio a  Vallauris, i monaci ritornarono ma il monastero continuò a essere sottoposto agli attacchi spagnoli e genovesi.
A partire dal 1636 il regime di commenda fu ristabilito definitivamente, causando il declino del monastero. Quando fu chiuso da una commissione reale nel 1788, solo quattro monaci vivevano ancora lì. La proprietà del monastero fu concessa al vescovo di Grasse.
Con la rivoluzione francese l'isola fu dichiarata bene nazionale e divenne proprietà dello stato. Fu venduta a una ricca attrice, Mademoiselle de Sainval, che vi risiedette per venti anni, trasformando il monastero in sale di ricevimenti.

### Terza fondazione
Nel 1859, l'isola fu acquistata dal  vescovo di Fréjus, Jordany che cercò di installarvi di nuovo una comunità religiosa.
Dieci anni più tardi vi si installarono dei monaci cistercensi dell'Abbazia di Sénanque. La comunità attuale è costituita da 25 monaci che assicurano, oltre la vita monastica, attività di ospitalità e coltivazione delle vigne.

## Monumenti

### Il monastero fortificato
Verso il 1073, l'abate Adalberto o Aldeberto II iniziò la costruzione di una torre fortificata che potesse servire da rifugio per i monaci che erano sottoposti a ripetuti attacchi all'isola. È probabilmente parallela all'iniziativa di costruire la torre di Suquet a Cannes.
Altri alloggi furono aggiunti alla torre originaria, tra cui due chiostri sovrapposti.
Il sottosuolo, scavato nel XII e XIII secolo, nasconde cantine utilizzate per le scorte alimentari dei monaci e anche un frantoio e un forno per il pane.
Il primo piano era dedicato al lavoro e alla vita comune. Il primo chiostro, detto "cloître du travail" (chiostro del lavoro), fu costruito attorno a un cortile che incorporava una cisterna. La maggior parte delle sue colonne proveniva da monumenti romani.
Il secondo piano era dedicato alla preghiera. Il secondo chiostro, detto "cloître de la prière" (chiostro della preghiera), fu costruito con dodici colonne ottagonali di marmo. Dà accesso a tre cappelle, tra cui la "Chapelle Sainte Croix" del XIV secolo.
I piani superiori furono riservati ai soldati che assicuravano la protezione del monastero: sale della guarnigione e terrazze di segnalazione e difesa.
Ma viste le sue dimensioni (si compone di ottantasei parti e quattro cappelle più 2 cisterne), il monastero non fu mai protetto completamente.

### Le cappelle
Nell'isola sono disseminate sette cappelle. Servivano nel Medioevo da stazioni del pellegrinaggio che si svolgeva dall'Ascensione alla Pentecoste. Quattro di queste cappelle sono accessibili al pubblico.

#### Cappella della Trinità
La cappella dedicata alla Trinità fu costruita probabilmente nel IX o nel X secolo, si trova nella zona sud-est dell'isola. Testimonia la grande devozione dei monaci alla Trinità. Quando gli Spagnoli conquistarono l'isola nel 1635, costruirono sul tetto della cappelle una batteria di cannoni.

#### Cappella di San Salvatore
La cappella dedicata al santo Salvatore si trova nel nord-ovest dell'isola, non lontana dall'attuale imbarcadero. È costruita su una pianta ottagonale. La volta a stella che copre la parte centrale è datata XII secolo.

#### Chappella di San Caprasio
Fu costruita in prossimità del luogo dove san Caprasio di Lerino, compagno di Onorato avrebbe vissuto come eremita. Si trova nell'ovest dell’isola.

#### Cappella di San Pietro
La cappella dedicata a san Pietro si trova a sud, vicino al monastero. È circondata da sepolture medioevali.

### Forni per palle da cannone
Su iniziativa di Bonaparte nel 1794 sull'isola furono costruiti due forni per palle di cannone (four à boulets).
I forni permettevano di surriscaldare le palle prima che venissero sparate contro le navi, mettendo a fuoco la velatura e i ponti.
Due forni simili furono costruiti sull'Isola di Santa Margherita.

### Il chiostro (XI secolo)
Costruito tra l'XI e il XII secolo, è il cuore della vita monastica.
Circondato da due grandi sale costruite nel XII secolo e nel XIII secolo, la sala del capitolo dove si organizza la vita della comunità e il refettorio dove i monaci prendono i loro pasti.

### Il monastero del XIX secolo

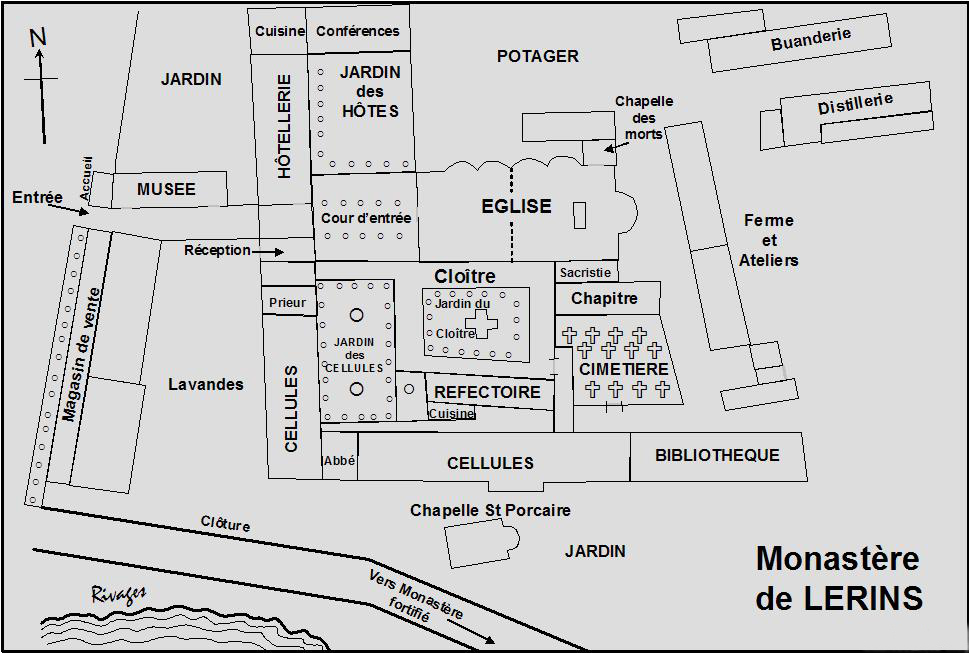
Pianta del monastero.

Quando i cistercensi dell'abbazia di Sénanque s'installarono durante il XIX secolo, costruirono dei nuovi edifici. Iniziarono un'attività di ospitalità e la coltivazione di vigneti. Vendevano il loro vino e dei liquori.
Due ali residenziali ad angolo retto accolgono le celle dei monaci, gli appartamenti dell'abate e del priore e la biblioteca.
La foresteria, installata in un'altra ala, permette di accogliere persone.
La chiesa originale del XII secolo fu parzialmente distrutta per permettere la costruzione della nuova chiesa, consacrata nel 1928.
Degli altri edifici conventuali del XII/XIII secolo, rimangono il chiostro, la sala capitolare e il refettorio.